# Staurastrum leptocladum
Staurastrum leptacanthum  là một loài Song tinh tảo trong họ Desmidiaceae, thuộc chi Staurastrum.